# Lepiota medullata
Lepiota medullata är en svampart som först beskrevs av Elias Fries, och fick sitt nu gällande namn av Lucien Quélet 1872. Lepiota medullata ingår i släktet Lepiota och familjen Agaricaceae.   Inga underarter finns listade i Catalogue of Life.